# Lophosema purpurascens
Lophosema purpurascens är en fjärilsart som beskrevs av William Schaus 1910. Lophosema purpurascens ingår i släktet Lophosema och familjen trågspinnare. Inga underarter finns listade i Catalogue of Life.